# أوشة (جزيرة)

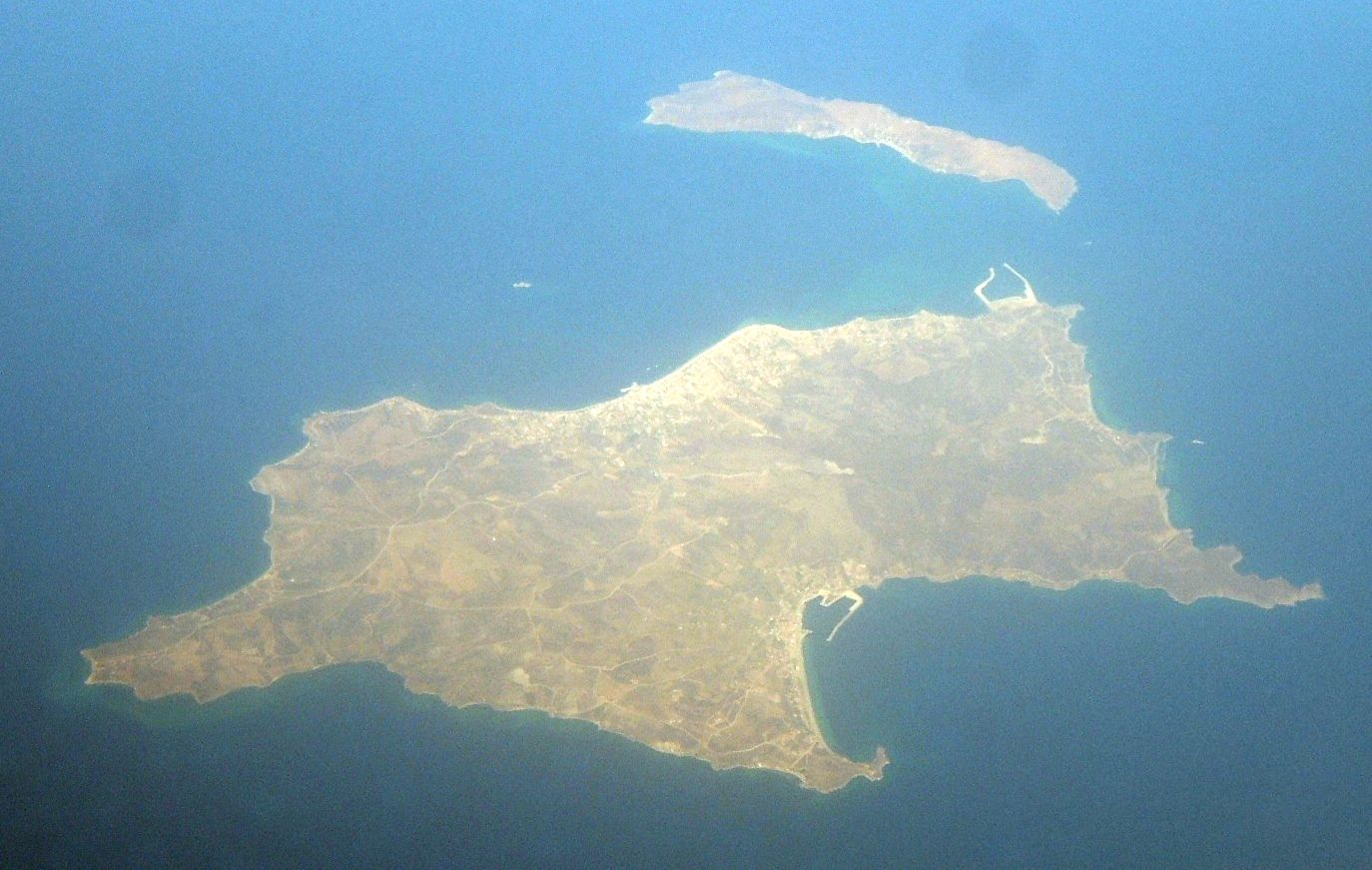
منظر جوي لجزيرة أوشة

جزيرة أوشة (بالتركية: Avşa Adası) هي جزيرة تركية تقع جنوب بحر مرمرة، تبلغ مساحتها حوالي 14 ميل مربع (36 كيلومتر مربع). كانت في السابق تعرف بأفوسيا في عهد الامبراطورية البيزنطية ( (باليونانية: Ἀφουσία) أو Ἀφησιά)، حيث كان البيزنطيون يستخدمونها منفىً. فرّ سكانها اليونانيون إلى سارتي خالكيذيكي بعد عملية تبادل السكان التي جرت عام 1923.
تنتمي الجزيرة إلى منطقة مرمرة في مقاطعة باليكسير شمال غرب تركيا. وهي وجهة سياحية محلية شهيرة، خاصة للسياح القادمين من اسطنبول. يبلغ عدد السكان المحليين حوالي 2000 حسب آخر تعداد، لكن يرتفع عدد الزوار خلال موسم الصيف ليصل إلى أربعين إلى خمسين ألفًا.

## المواصلات
يمكن الوصول إلى الجزيرة من اسطنبول بالسفن والعبّارة. كما يمكن الوصول إليها من أردك وتكيرداغ بواسطة زورق آلي.

## الموقع
يُظهر الموقع الدقيق لجزيرة أوشة في الخريطة التالية باللون الأحمر. أكبر جزيرة شمال أوشة هي جزيرة مرمرة وإلى الشرق تقع جزيرة باشا ليماني.

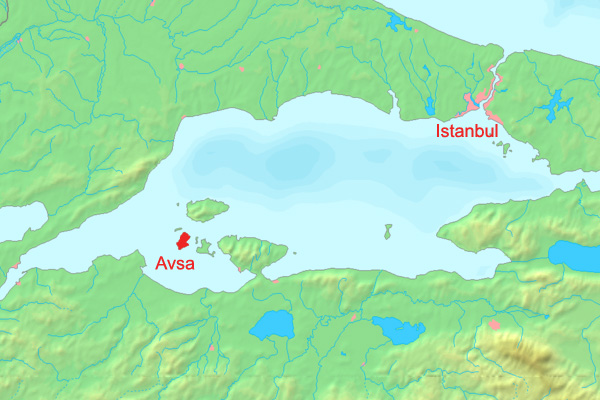
الموقع الجغرافي لجزيرة أوشة.

## أنظر أيضاً
- زلزال إردك - جزر مرمرة عام 1935
- باليكسير
- جزيرة مرمرة
- باشا ليماني
- بحر مرمرة

## روابط خارجية
- - ويكيميديا

1. 1 2 3  مذكور في: خادم الأسماء الجغرافية (GNS). تاريخ النشر: 11 يونيو 2018. معرف ميزة  GNS: -773825.